# Pipera (metropolitana di Bucarest)
Pipera è una stazione e capolinea nord della linea M2 della metropolitana di Bucarest.
La stazione, situata nel distretto di Pipera, è stata inaugurata il 24 ottobre 1987. L'apertura è stata parte dell'estensione della linea da Piața Unirii.
Lo scopo iniziale della stazione era di servire la grande zona industriale di Pipera. Dalla fine dell'industria in Romania, tuttavia, la stazione è ora utilizzata dai nuovi complessi commerciali e residenziali stabiliti qui.
Le linee 16 e 36 della rete tranviaria si fermano davanti all'edificio della stazione. Anche l'autobus notturno N125 si ferma qui.

## Caratteristiche
La stazione ha due piattaforme laterali. I treni diretti a nord si scambiano nei binari ad est della stazione che possono essere visti dalle piattaforme. Per fare spazio tra loro, i treni in direzione sud partono quando arrivano i treni in direzione nord.
Le pareti del tunnel, viste dalle piattaforme, descrivono la vita dei coltivatori di pepe rumeni, come raffigurato nelle opere dello scrittore ortodosso-tradizionalista Gheorghe Pascovici . Sopra il livello della piattaforma c'è un vestibolo con un numero di negozi. Questa stazione è dotata di ascensori per disabili.